# Liste von Schafrassen
Dies ist eine nach Herkunft geordnete Liste der Hausschafrassen.

## Europäische Rassen

### Belgien
- Ardennais Roux[1][FAO 1]
- Ardennais tacheté[2]
- Ardense voskop[3]
- Basette, → Entre-Sambre-et-Meuse
- Belgisches Milchschaf (französisch Mouton Laitier Belge, niederländisch Belgisch Melkschaap)[FAO 2]
- Beltex
- Entre-Sambre-et-Meuse,[FAO 3] =„Basette“, „Sambretine“
- Houtlandschaf (niederländisch Houtlandschaap)[FAO 4]
- Kempens Schaap[FAO 5] (französisch Mouton Campinois)
- Lakens Schaap[FAO 6]
- Sambretine, → Entre-Sambre-et-Meuse
- Mergelland Schaap[FAO 7]
- Vlaams Kuddeschaap[FAO 8]
- Vlaams Schaap[FAO 9] (französisch Mouton Flamand)

### Deutschland
(laut Listung in den Landes-Schafzuchtverbänden)
- Zaupelschaf, ausgestorben (bzw. Überbegriff für Waldschaf, Šumavská-Schaf und Cikta-Schaf)
- Merino-Rassen
  - Merinofleischschaf
  - Merinolandschaf
  - Merinolangwollschaf
- Fleischschafe
  - Berrichon du Cher
  - Blauköpfiges Fleischschaf
  - Charollaisschaf
  - Hampshire-Schaf
  - Ile de France-Schaf
  - Leineschaf (neue Zuchtrichtung)
  - Leineschaf (alte Zuchtrichtung)
  - Schwarzköpfiges Fleischschaf
  - Suffolk-Schaf
  - Texelschaf
  - Weißköpfiges Fleischschaf
  - Zwartbles
- Milchschafe
  - Ostfriesisches Milchschaf
  - Walachenschaf
- Landschafe
  - Bentheimer Landschaf
  - Charmoise Hill
  - Coburger Fuchsschaf
  - Gotlandschaf
  - Guteschaf
  - Graue Gehörnte Heidschnucke
  - Jakobschaf
  - Kerry-Hill
  - Ostpreußische Skudde – Landschaf
  - Ouessantschaf
  - Rauhwolliges Pommersches Landschaf
  - Rhönschaf
  - Romanow-Schaf
  - Scottish Blackface
  - Shropshire-Schaf
  - Skudde
  - Soay-Schaf
  - Waldschaf
  - Weiße Gehörnte Heidschnucke
  - Weiße Hornlose Heidschnucke = Moorschnucke
  - Zackelschaf
  - Cikta-Schaf
- Bergschafe
  - Alpines Steinschaf
  - Braunes Bergschaf
  - Brillenschaf
  - Geschecktes Bergschaf (seit 1975)
  - Krainer Steinschaf
  - Schwarzbraunes Bergschaf = Juraschaf oder Elbschaf
  - Tiroler Steinschaf
  - Walliser Schwarznasenschaf
  - Weißes Bergschaf (Bayerisches Bergschaf)
- Haarschafe
  - Dorper
  - Kamerunschaf
  - Nolana-Fleischschafe
  - Nolana-Landschafe
  - Wiltshire Horn

### Frankreich
- Alfort, ausgestorben[FAO 10]
- Alpine[FAO 11] oder „Commun des Alpes“
- Ardes, ausgestorben[FAO 12]
- Artois, ausgestorben[FAO 13]
- Aure-Campan,[FAO 14] =„Auroise“, =„Aure et Campan“
- Avranchin[FAO 15]
- Barégeoise[FAO 16]
- Basco-béarnaise[FAO 17]
- Belle Ile[FAO 18]
- Berrichon de l'Indre[FAO 19]
- Berrichon du Cher[FAO 20] (Fleischschaf)
- Bizet[FAO 21]
- Blanc du Massif central[FAO 22]
- Bleu du Maine[FAO 23]
- Boischaut, ausgestorben[FAO 24]
- Boulonnaise[FAO 25]
- Brenne, ausgestorben[FAO 26]
- Brigasque[FAO 27]
- Cambrai, ausgestorben[FAO 28]
- Campan, ausgestorben[FAO 29]
- Castillonnaise[FAO 30]
- Cauchois, ausgestorben[FAO 31]
- Caussenard de la Lozère, ausgestorben[FAO 32]
- Caussenarde des Garrigues[FAO 33]
- Causses du Lot[FAO 34]
- Champagne, ausgestorben[FAO 35]
- Charmoise[FAO 36] (Fleischschaf)
- Charollais[FAO 37]
- Châtillonais, ausgestorben[FAO 38]
- Choletais, ausgestorben[FAO 39]
- Commune des Alpes, → Préalpes du Sud, nicht anerkannt
- Corbières, ausgestorben[FAO 40]
- Corse[FAO 41]
- Cotentin[FAO 42]
- Crevant, ausgestorben[FAO 43]
- Est à laine Mérinos[FAO 44]
- Flamand, ausgestorben[FAO 45]
- Franconie, ausgestorben[FAO 46]
- Gascon, ausgestorben[FAO 47]
- Grivette[FAO 48]
- Ile-de-France-Schaf[FAO 49]
- INRA 401 oder „Romane“
- Larzac, ausgestorben[FAO 50]
- Laucaneschaf[FAO 51]
- Lacaune-Fleischschaf[FAO 52]
- Laucane-Milchschaf[FAO 53]
- Lauraguais, ausgestorben[FAO 54]
- Landaise[FAO 55]
- Landes de Bretagne[FAO 56]
- Limousine[FAO 57]
- Lourdaise[FAO 58]
- Maine à Tête Blanche, ausgestorben[FAO 59]
- Manech tête noire[FAO 60]
- Manech tête rousse[FAO 61]
- Marchois, ausgestorben[FAO 62]
- Marron des Aravis, nicht anerkannt
- Mérinos champenois, ausgestorben[FAO 63]
- Mérinos d'Arles[FAO 64]
- Mérinos de la Camargue, ausgestorben[FAO 65]
- Mérinos de Mauchamp, ausgestorben[FAO 66]
- Mérinos du Naz, ausgestorben[FAO 67]
- Mérinos Précoce[FAO 68]
- Montagne noire
- Morvandelle, ausgestorben[FAO 69]
- Mourerous[FAO 70]
- Moutons à tête noire, ausgestorben[FAO 71]
- Noire du Velay[FAO 72]
- Ouessantschaf[FAO 73] (Zwergschaf)
- Petite Manech,[FAO 74] =„Gorri Tipia“, =„Xaxi Ardia“, nicht anerkannt
- Picard,[FAO 75] ausgestorben
- PréAlpes du Sud[FAO 76] oder „Commune des Alpes“nicht anerkannt
- Raiole[FAO 77]
- Rambouillet-Merino[4][FAO 78]
- Rava[FAO 79]
- Romane,[FAO 80] → INRA 401
- Rotkopfschaf (Rouge du Roussillon[FAO 81])
- Rouge de l'Ouest[FAO 82]
- Roussillon Merino, ausgestorben[FAO 83]
- Roussin de la Hague[FAO 84]
- Ruthenois, ausgestorben[FAO 85]
- Ségala, ausgestorben[FAO 86]
- Soissonais, ausgestorben[FAO 87]
- Solognote[FAO 88]
- St. Quentin, ausgestorben[FAO 89]
- Tarasconnaise[FAO 90]
- Thônes et Marthod[FAO 91]
- Trun (Fleischschaf), ausgestorben[FAO 92]
- Vendéenschaf[FAO 93]
- Xaxi Ardia, → Petite Manech

### Island
- Islandschaf

### Italien
- Altamurana
- Bergamaskerschaf
- Leccese

### Kroatien

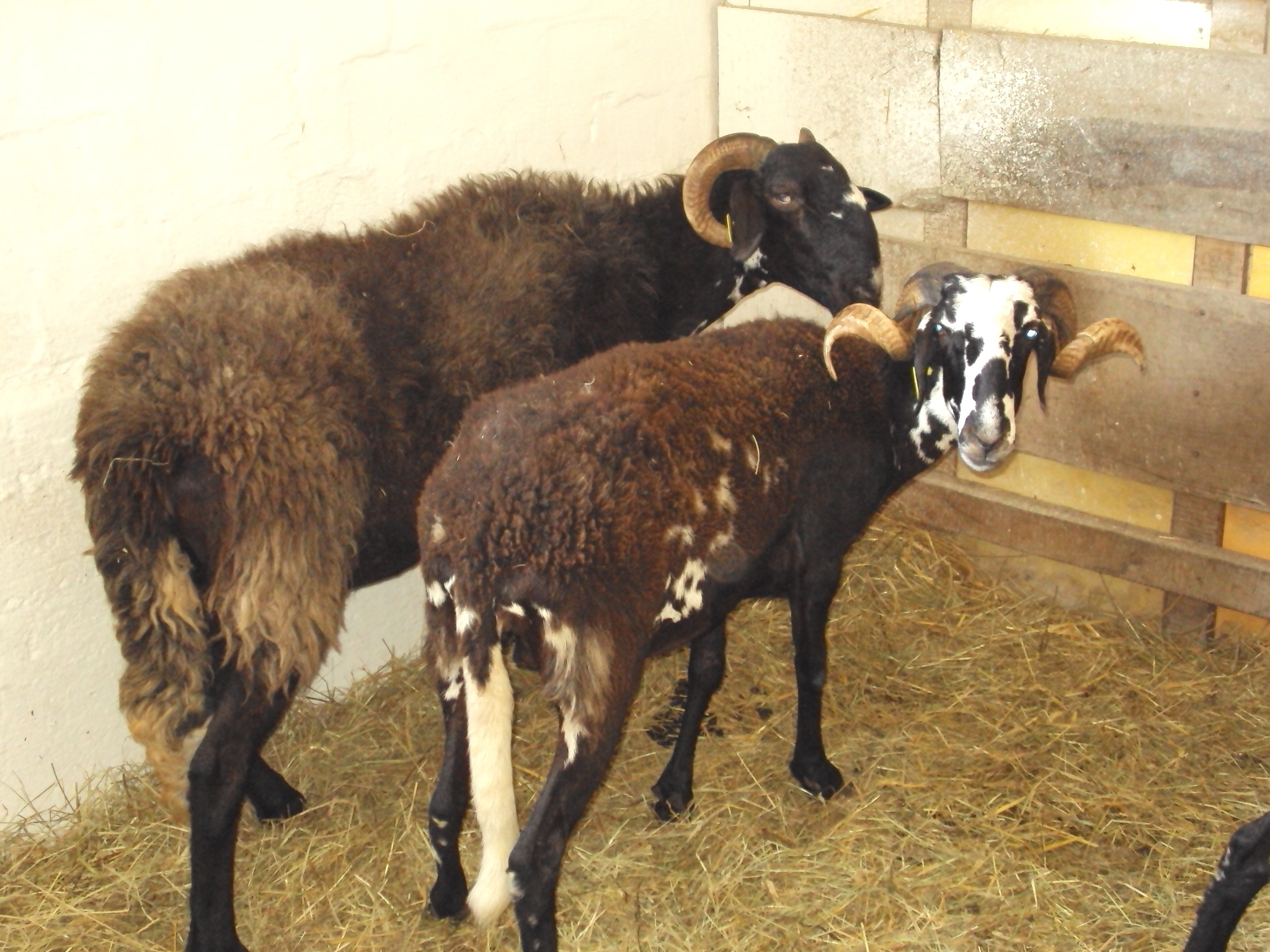
Istrisches Schaf

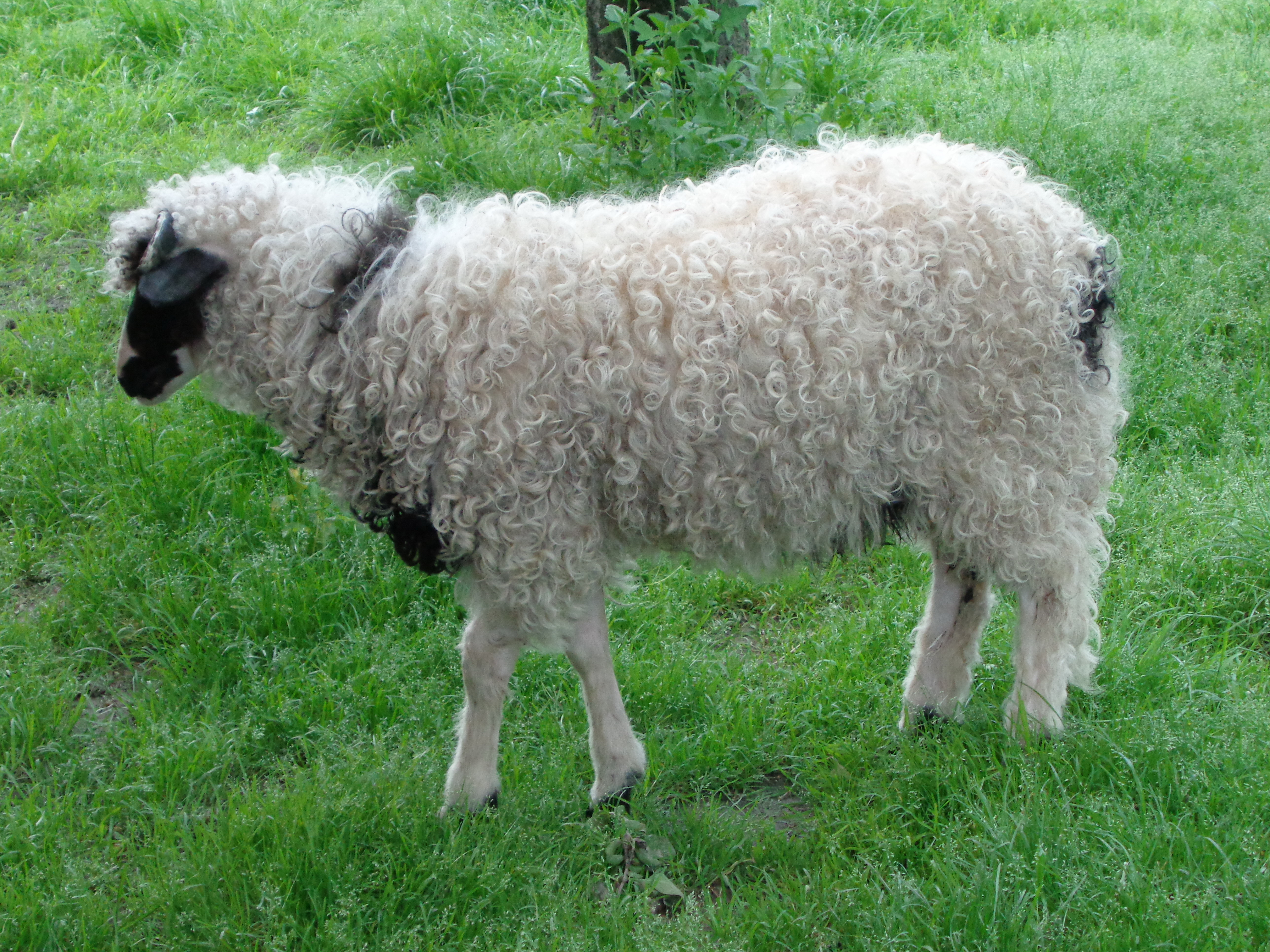
Lika-Pramenka

- Cigaja
- Creser Schaf
- Dalmatinische Pramenka
- Dubrovniker Ruda
- Istrisches Schaf
- Krker Schaf
- Lika-Pramenka
- Pager Schaf
- Raber Schaf

### Niederlande
- Drenter Heideschaf
- Swifter (Fleischschaf)
- Texelaar
- Zwartbles (Fleischschaf)
- Schoonebeeker Heideschaf

### Norwegen

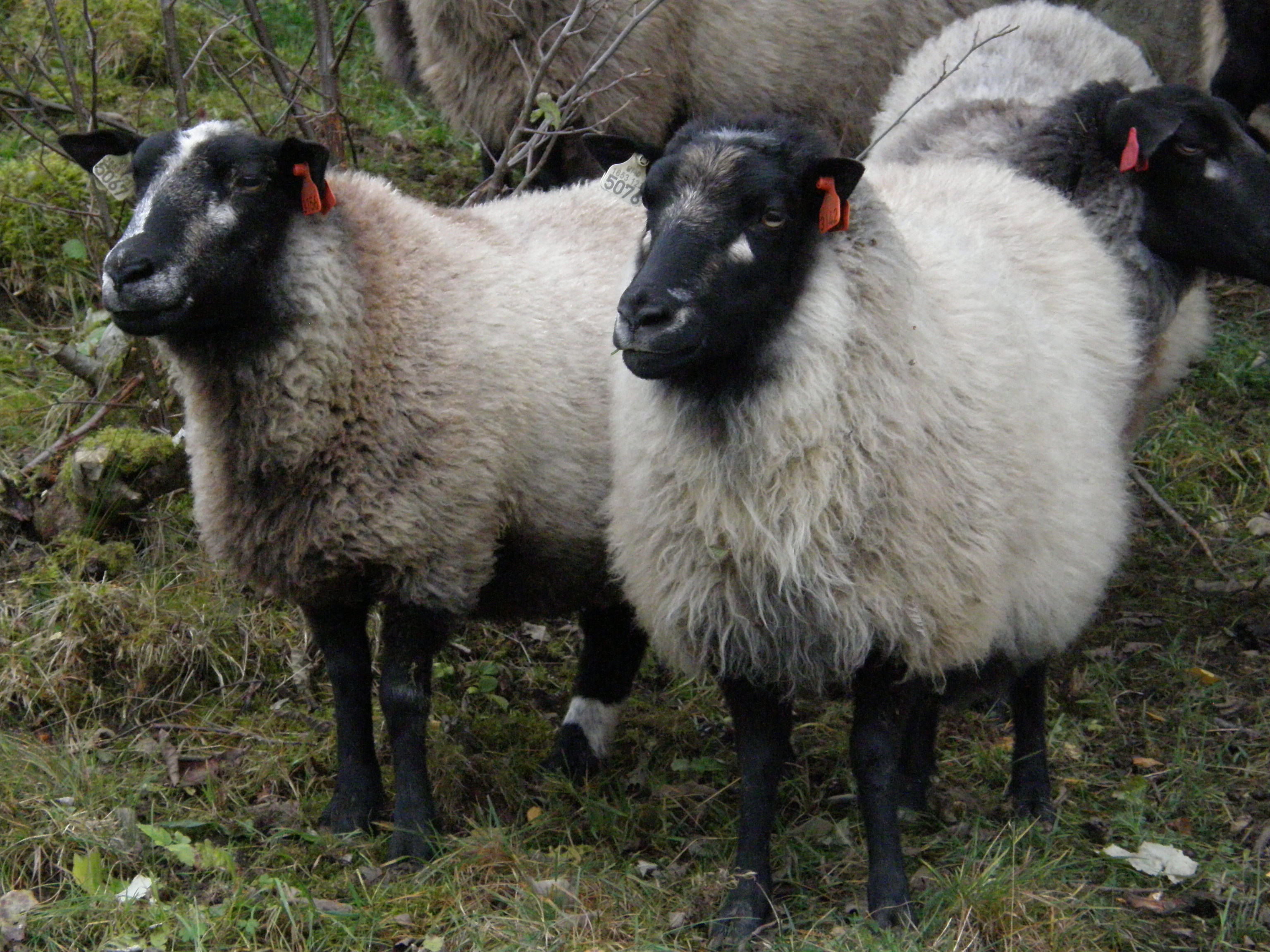
Grauer Tronderschaf

- Altes norwegisches Schaf

- Grauer Tronderschaf
- Spælschaf

### Österreich
- Alpines Steinschaf
- Braunes Bergschaf
- Dachsteinschaf (Tiroler Steinschaf)
- Kärntner Brillenschaf
- Krainer Steinschaf
- Montafoner Steinschaf
- Swifter Schaf (Fleischschaf)
- Waldschaf
- Tiroler Bergschaf
- Tiroler Steinschaf

### Polen
- Ostpreußische Skudde – Landschaf
- Rauhwolliges Pommersches Landschaf

### Russland
- Romanowschaf

### Schweden
- Ålandschaf
- Gotlandschaf
- Guteschaf
- Roslagschaf[5]
- Ryaschaf

### Schweiz
- Bündner Oberländer Schaf
- Engadinerschaf
- Walliser Schwarznasenschaf
- Walliser Landschaf
- Weißes Alpenschaf
- Saaser Mutte
- Schwarzbraunes Bergschaf

### Spanien

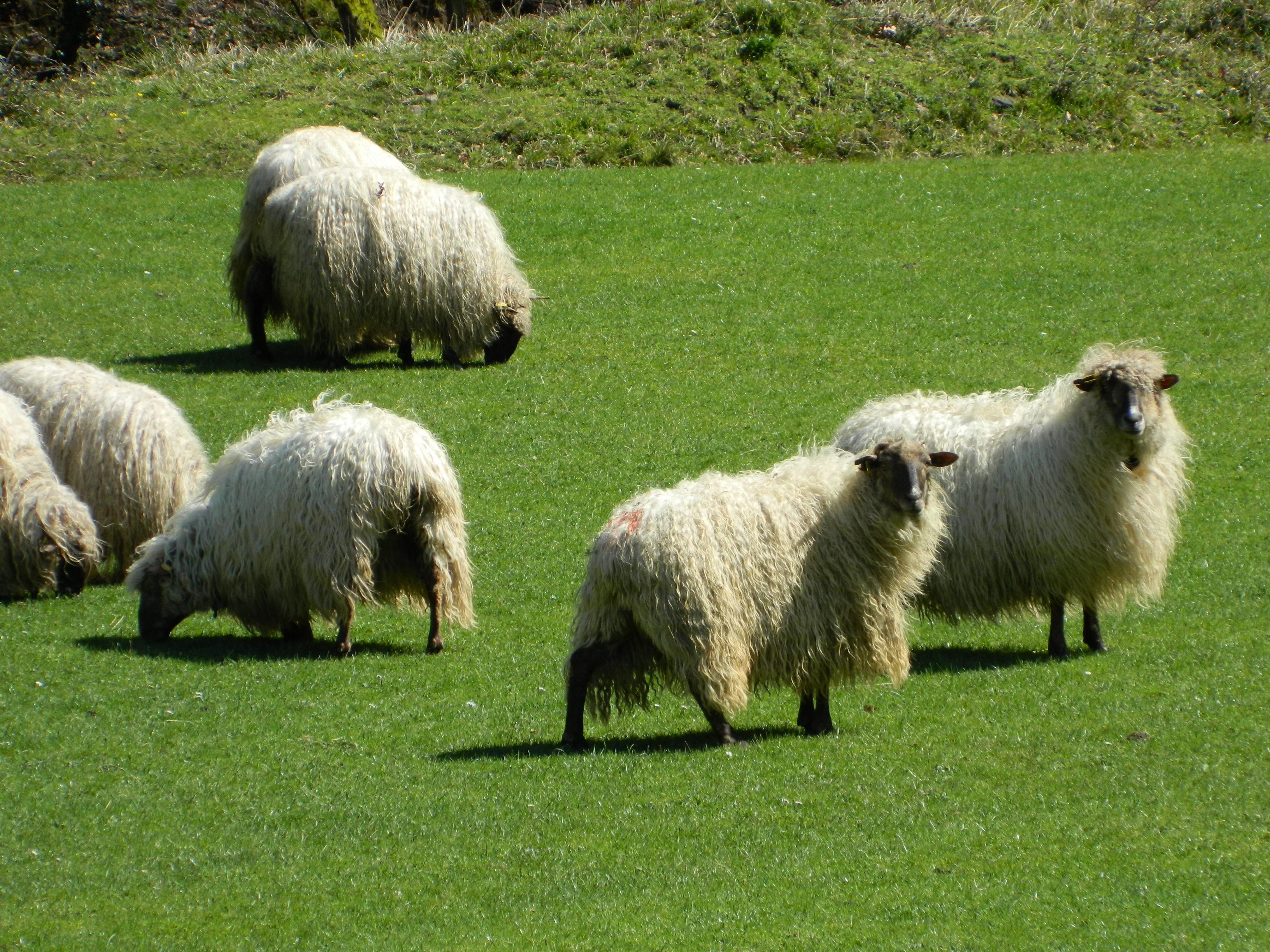
Schwarzköpfige Latxa-Schafe

- Churraschaf
- Latxa (Baskenland und Navarra)
- Merinolandschaf (Feinwollschaf)
- Merinofleischschaf

### Ungarn
- Zackelschaf

### Ukraine
- Karpatisches Bergschaf
- Askaniaschaf
- Feinwölliges Askaniaschaf
- Askania-Karakulschawarzschaf
- Sokilschaf

### Vereinigtes Königreich

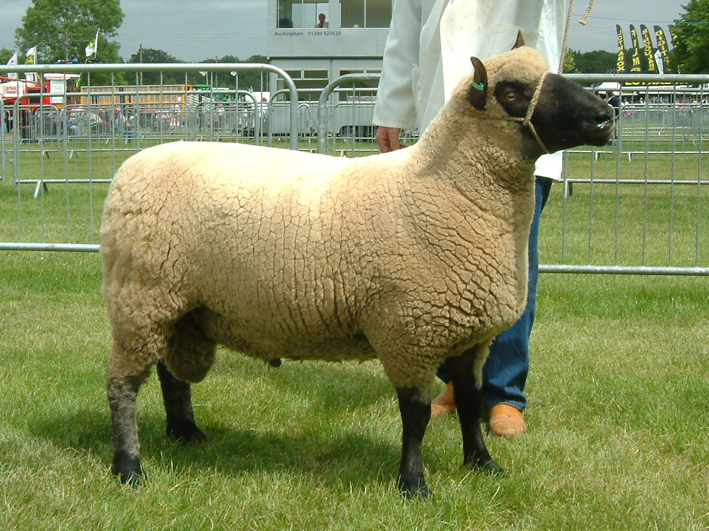
Clun Forest-Schafbock

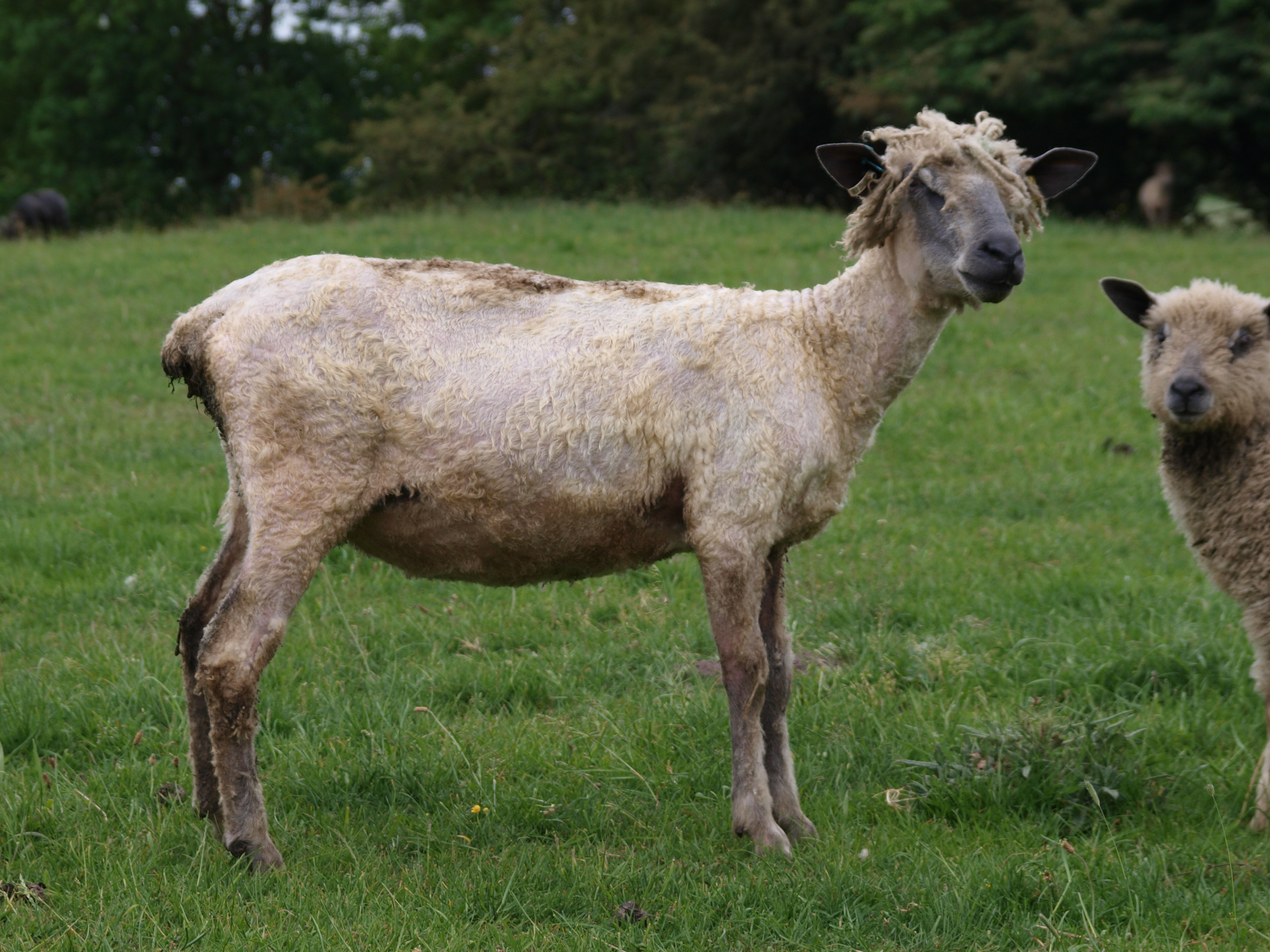
Wensleydale, frisch geschoren

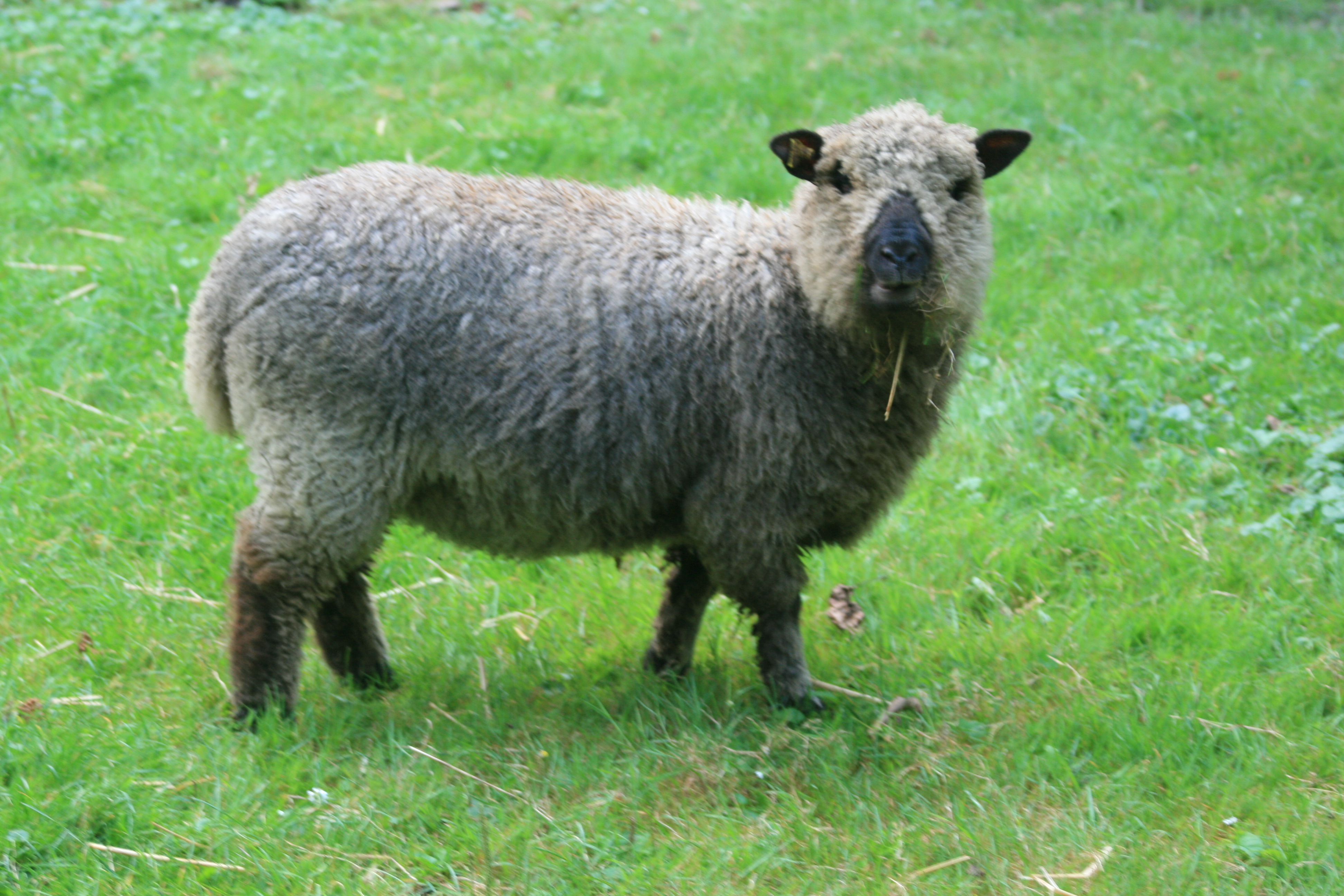
Shropshire-Schaf (6 Monate alt)

- Cheviot
- Clun-Forest-Schaf
- Cotswoldschaf
- Dorset-Fleischschaf
- Easy Care
- Hampshire-Down
- Herdwick
- Jakobschaf
- Leicesterschaf
- Lincolnschaf
- Lleyn-Schaf
- Portland-Schaf
- Romney-Schaf
- Ryeland-Schaf
- Scottish Blackface
- Shetland-Schaf
- Shropshire-Schaf (Fleischschaf)
- Soayschaf
- Swaledale
- St.-Kilda-Schaf
- Southdown-Schaf
- Suffolk-Schaf
- Teeswater-Schaf
- Wensleydale
- Wiltshire-Horn-Schaf

## Afrika
- Damara-Schaf (Ägypten, Namibia)
- Dorperschaf
- Dorset Horn
- Kamerunschaf (Haarschaf)
- Somaliaschaf (Blackhead Persian)
- Westafrikanisches Zwergschaf

## Asien
- Awassi
- Bakhtiari (Schaf)
- Dumba (Schaf)
- Fettschwanzschaf
- Hissarschaf
- Karakulschaf
- Kermani (Schaf)

## Amerika
- Barbados Blackbelly (Karibik)
- Navajo Churro-Schaf
- Criolloschaf
- Debouillet
- Katahdin-Schaf
- Targhee
- Texas Dall
- Painted Desert
- Royal White
- Black Hawaiian

## Australien und Ozeanien
- Coolalee
- Coopworth
- Corriedale (Schaf) (Neuseeland)
- Elliottdale
- Polwarth
- White Suffolk

## Regionale Zuordnung nicht bekannt
- HeiKaMuSo Kreuzung aus vier Rassen
  - Graue gehörnte Heidschnucke (Landschaf)
  - Weiße gehörnte Heidschnucke
  - Weiße hornlose Heidschnucke (Moorschnucke)
  - Skudde